# Settimia Caccini
Settimia Caccini (Firenze, 6 ottobre 1591 – Firenze, 1660 circa) è stata un soprano e compositrice italiana.

## Biografia
Era la figlia minore del compositore Giulio Caccini e della cantante Lucia Gagnolanti, nonché sorella di Francesca Caccini (compositrice e cantante) e di Pompeo Caccini, anch'egli cantante. Secondo Severo Bonini, ella si guadagnò una reputazione immortale per il modo in cui padroneggiava l'arte del canto.
Avviata al canto e alla composizione probabilmente dal padre, già nell'ottobre 1600, all'età di soli 9 anni, si esibì insieme alla sorella nell'opera Il rapimento di Cefalo, composta dal padre su libretto di Gabriello Chiabrera per la corte fiorentina, in occasione delle nozze di Maria de' Medici con Enrico IV di Francia. Due anni dopo, cantò anche nell'Euridice, sempre su musica del padre. Nel 1604, la famiglia Caccini fu invitata alla corte francese, dove si trattenne per 6 mesi, e lungo il viaggio si esibì presso le corti di Modena e di Torino. Nel 1608, fu a Mantova per cantare il ruolo di Venere ne L'Arianna di Claudio Monteverdi. L'anno successivo, sposò il compositore lucchese Alessandro Ghivizzani, anch'egli al servizio della corte fiorentina. Tuttavia, nell'ottobre entrambi lasciarono Firenze, senza permesso, per raggiungere Lucca. Qui, entrarono al servizio del duca Ferdinando Gonzaga, che portò Settimia alla corte mantovana, dove era tenuta in grande considerazione. La coppia restò a Mantova fino al 1620, quando tornarono a Lucca. Nel 1622 si stabilirono a Parma; qui, Settimia sostenne il ruolo di Didone in un intermedio e di Aurora in Mercurio e Marte (1628), entrambi con musiche di Monteverdi. Tornò poi a Firenze dopo la morte del consorte, dove fu ripresa al servizio dalla corte dei Medici. Nel 1637 cantò ne Le nozze degli dei di Giovanni Carlo Coppola.
Alcune sparse registrazioni d'archivio ci fanno pensare che negli anni passati a Firenze sia rimasta attiva come cantante.

## Composizioni
Della sua produzione compositiva, ci sono giunti solamente 8 brani vocali. A differenza della sorella Francesca, non pubblicò nessuna raccolta di composizioni a suo nome, ed è probabilmente solo per questo motivo che il suo nome oggi è molto meno noto di quello della sorella. Ciò non significa necessariamente che Settimia non abbia avuto una produzione compositiva importante. È probabile, invece, che abbia scritto principalmente per sé stessa e non per altri esecutori, e che quindi le sue composizioni, rimaste manoscritte, siano andate in gran parte perdute. Le arie giunte fino a noi hanno forma strofica (che significa che ogni stanza del testo viene cantata sulla medesima musica) e sono scritte in un fluido stile melodico.